# 中山豪次郎
中山 豪次郎（なかやま ごうじろう、8月6日 - ）は、東京都町田市出身のポップ歌手・シンガーソングライター。身長177.7cm。伯父は作詞・作曲家の中山大三郎。

## 来歴
大学中退後7年間もの間ほぼ社会と断絶し、黙々と宅録生活を送る。2004年10月、Digi-log music area というバンドを組んでいた当時、家の機材を一新する為、某オークションサイトにドラムサンプリングCDを出品。その落札者であるベーシスト武藤直哉と知り合ったことで、2005年Clownfishを結成。2007年1月17日に、ミニアルバム 『Cars & Girls』 でメジャー・デビュー。

## 楽曲提供・演奏
- 野中藍『もっと』(2009年4月22日)作曲
- Sweet Vacation『pop save the world!!』(2009年8月5日)ギターで参加
- 星羅『ラブレターのかわりにこの詩を。 』(2010年1月20日)作詞・作曲
- CHiAKi KURiYAMA『流星のナミダ』(2010年2月24日)作詞・作曲
- 今井麻美『Made in You!』(2016年2月24日)作曲・編曲
- Twinkle Bell『Just one kiss』(2016年3月23日)作詞・作曲
- I❤B『Fly Fly!』(2016年3月23日)作詞・作曲・編曲
- POP'N STAR『さよならメモリーズ』(2016年3月23日)作曲・編曲（早川大地と共作）
- I❤B『My destiny』作詞・作曲・編曲